# Tom de Glanville
Thomas Michael de Glanville detto Tom (Bath, 10 dicembre 1999) è un rugbista inglese, utility back del Bath.

## Biografia
Figlio di Phil de Glanville, medico sportivo ed ex rugbista internazionale inglese, praticò hockey su prato, cricket e calcio prima di seguire le orme paterne nel rugby; entrato nelle giovanili del Bath, iniziò a sviluppare le sue capacità in tutti i ruoli della tre quarti: impegato infatti prevalentemente come apertura (cita Jonny Wilkinson tra le sue influenze in tale ruolo) o estremo, è capace di giocare anche come centro in determinate occasioni.
Con la stagione 2019-20 giunse il primo contratto da professionista e l'esordio in Premiership contro Exeter.
A tale data aveva già rappresentato l'Inghilterra sia a livello U-18 che – nel Sei Nazioni e nel campionato mondiale di categoria – a livello U-20.
Nella stagione 2024-25 è stato tra i protagonisti del treble Premiership Cup - Challenge Cup e, soprattutto, campionato, che Bath ha vinto per la prima volta dall'avvento del professionismo e dopo un digiuno di 29 anni.

## Palmarès
- Premiership: 1
Bath: 2024-25
- Challenge Cup: 1
Bath: 2024-25